# Szczęśliwe chwile
Szczęśliwe chwile – album muzyczny polskiej piosenkarki Teresy Werner wydany w 2014 roku przez Wydawnictwo Muzyczne Eska.

## Utwory
| 1.  | Szczęśliwi We Dwoje                      |
| 2.  | Ja Ci Dam                                |
| 3.  | Pokochałam Angela                        |
| 4.  | Całuj Mnie                               |
| 5.  | Čuvaj Mi Ga Bože                         |
| 6.  | Ja Go Kocham, On Mnie Nie Chce           |
| 7.  | Już Minęło Szesnaście Latek              |
| 8.  | Tu Non Llores Mi Querida (z Goran Karan) |
| 9.  | Żegnaj Ukochany                          |
| 10. | Mój Dom Rodzinny                         |
| 11. | Tańczmy Loco                             |
| 12. | Miłości Moja Jedyna                      |
| 13. | Takni Me (z Goran Karan)                 |
| 14. | Tylko Ty                                 |
| 15. | Świat Wodnika                            |
| 16. | Z Tobą Tańczyć Chcę                      |
| 17. | Wiwat Solenizant                         |
| 18. | Modlitwa                                 |

Nagranie bonusowe:
| 19 | Auf Cuba Sind Die Mädchen Braun |